# Paratoxopoda akuminambili
Paratoxopoda akuminambili är en tvåvingeart som beskrevs av Vanschuytbroeck 1961. Paratoxopoda akuminambili ingår i släktet Paratoxopoda och familjen svängflugor. Inga underarter finns listade i Catalogue of Life.